# Nerio
Nerio  è un nome proprio di persona italiano maschile.

## Varianti
- Femminili: Neria.

## Origine e diffusione
Può essere tanto una forma abbreviata di nomi quali Irnerio, Rainerio e Guarnerio, quanto una variante di Nereo.
È tipico del Nord Italia, in particolare in Emilia ed in Romagna.
Viene utilizzato dal Boccaccio nel Decameron.

## Onomastico
Il nome è adespota, pertanto l'onomastico ricade il 1º novembre, in occasione della festa di Tutti i Santi; in alternativa si può festeggiarlo lo stesso giorno di Nereo, cioè generalmente il 12 maggio.

## Persone

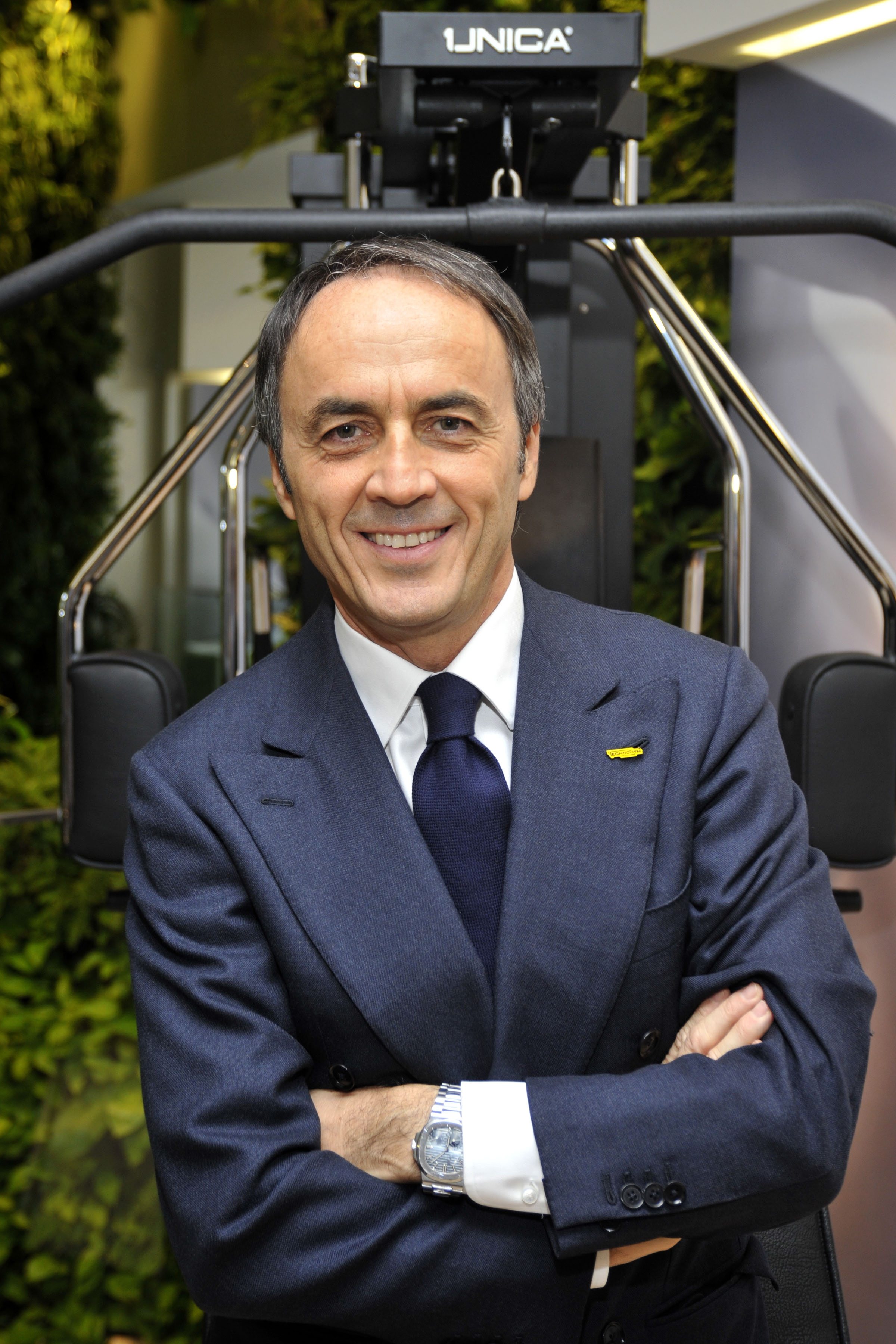
Nerio Alessandri

- Nerio degli Orgogliosi, Marchese degli Argugliosi, podestà di Faenza
- Nerio Alessandri, imprenditore italiano
- Nerio Bernardi, attore italiano
- Nerio Malvezzi de' Medici, politico italiano
- Nerio Nesi, politico, imprenditore, banchiere e partigiano italiano
- Nerio Ulivieri, calciatore italiano